# اچ‌ام‌اس ایمپریال (دی۰۹)
اچ‌ام‌اس ایمپریال (دی۰۹) (به انگلیسی: HMS Imperial (D09)) یک کشتی بود که طول آن ۳۲۳ فوت (۹۸٫۵ متر) بود. این کشتی در سال ۱۹۳۶ ساخته شد.